# Anomala atriplicis
Anomala atriplicis är en skalbaggsart som beskrevs av Fabricius 1787. Anomala atriplicis ingår i släktet Anomala och familjen Rutelidae. Utöver nominatformen finns också underarten A. a. lybica.